# Benasque
Benasque (en patués: Benás) es un municipio de la provincia de Huesca, en la comunidad autónoma de Aragón, España. Es la principal población del valle de Benasque. Está situado en el corazón de los Pirineos, a 143 km de la capital provincial en dirección noreste. Pertenece al partido judicial de Boltaña y forma parte de la comarca de Ribagorza.

## Geografía
Se localiza a 1138 m sobre el nivel del mar, junto al río Ésera, entre el embalse de Paso Nuevo aguas arriba y el embalse de Linsoles aguas abajo. Es centro neurálgico del valle de Benasque, llamado también el "Valle Escondido", y municipio destacado de la comarca, donde sobresale por sus valores paisajísticos y naturalistas, dado que aquí se encuentra el parque natural de Posets-Maladeta y el pico Aneto.
En su término municipal, que abarca 233,17 km², se hallan los bellos pueblos de Cerler y Anciles, el primero de ellos también famoso por sus pistas de esquí.
Parte de su término municipal está ocupado por el parque natural Posets-Maladeta y el monumento natural de los Glaciares Pirenaicos.

### Clima

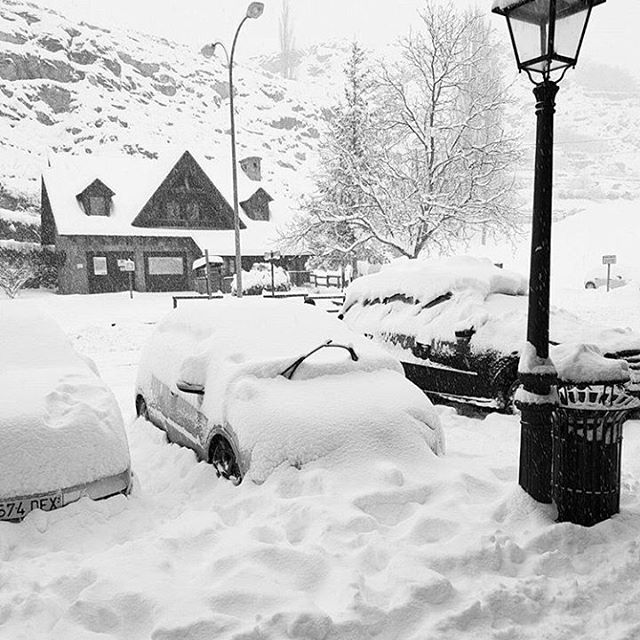
Imagen de una nevada en el valle de Benasque en enero de 2017

El clima de Benasque es de alta montaña, con veranos templados e inviernos fríos, con temperaturas bajo cero y nevadas frecuentes.
Su temperatura media anual es de 9,4 °C, que, para su situación (a 1138 metros), lo hace un lugar frío, con un clima de montaña.

## Historia
Probablemente fundada por los romanos, que construyeron los primeros baños de agua sulfurosa en su actual ubicación (baños de Benasque), aunque este hecho no está documentado. La referencia documental más antigua, el Rótulo de Benasque, data de 1006 a 1018.
Desde el siglo XI perteneció al Condado de Ribagorza, parte del Reino de Aragón.
En 1660 sufrió un fuerte terremoto. La zona pirenaica tiene una moderada actividad sísmica, por lo que se producen con cierta frecuencia pequeños temblores.
En 1727, 1834, 1925, 1963, 1982 y 2013 se produjeron grandes avenidas del río Ésera que causaron numerosos daños, entre ellos la destrucción de los puentes.
Situado en un alto al norte del pueblo, existía desde el siglo XIII un castillo que fue mandado demoler por Real Decreto en 1858.
Durante la guerra civil española, un incendio destruyó buena parte de la villa de Benasque, provocando la muerte de muchos vecinos.
Relato de un testigo presencial:

Estaba la carretera con mucha gente en éxodo, llegamos a la entrada de Benasque ya de noche. Primero esta el puente sobre el río Ésera, a la otra parte estaba la caseta de los carabineros que tenían mucha munición y le habían prendido fuego para que no la pudieran aprovechar los Nacionales, ya que estaban en Graus. Allí lo pasamos mal, un tiroteo y explosiones y bombas de mano salían de aquel edificio que era imposible el pasar el puente. Allí estuvimos dos o tres horas esperando que cesaran las explosiones, tiempo que aprovechamos para comer; probamos el jamón, lo encontramos muy bueno. Al fin pasamos y ya en el pueblo la visión era dantesca, casas ardiendo, los camiones militares repletos de víveres, en llamas.
¡Qué visión ofrecían aquellas calles en llamas! Carros llenos de gente que emigraban como nosotros, familias enteras que habían echado al carro todo lo que poseían. De Benasque ya no se podía pasar más que andando y con caballerías hacia el hospital de Benasque que era el último puesto.

En 1939 el puerto de Benasque fue testigo de una dura travesía de republicanos que huían a Francia.

## Demografía
Benasque cuenta con una población de 2362 habitantes (INE 2024).
| Gráfica de evolución demográfica de Benasque entre 1842 y 2021                                                      |
| |
| Población de derecho según los censos de población del INE Población de hecho según los censos de población del INE |

Su gentilicio es benasqués.
La población ha sufrido variaciones en la historia, alcanzando un máximo en 1870 (1750 habitantes) y un mínimo en 1970 (574 habitantes). Ya en el siglo XXI se ha vuelto a alcanzar un nuevo máximo.

### Comunicaciones
Tradicionalmente ha estado muy aislada tanto de Francia como del resto de España. Pensemos que antes de la construcción del congosto de Ventamillo (en torno a 1916), llegar hasta Graus costaba un día de viaje, que únicamente se podría hacer andando o sobre caballerías. El viaje a la localidad francesa de Bañeras de Luchón conlleva más de diez horas. Esta vía que lo comunica con Bañeras de Luchón ha recibido la protección como Vía Transnacional Europea.

#### Transporte público
La localidad dispone de parada de taxis frente al Hotel Aneto, y de dos paradas de autobuses de línea. Se puede acceder a esta por la línea 124 del Gobierno de Aragón que comunica Benasque con Huesca. También dispone de Servicio de Transporte Urbano mediante autobús que une la urbanización de Anciles y el centro urbano con las pistas de esquí de Aramón Cerler (Línea 1) y con El Vado: Hospital de Benasque y La Besurta (Línea 2)
| Línea | Recorrido                                    | Frecuencia media                                 | Observaciones                   |
| ----- | -------------------------------------------- | ------------------------------------------------ | ------------------------------- |
| L1    | Els Pllans d'Ansils-Cerler (pistas de esquí) | 90-60 minutos                                    | Urbano. Operado por Avanza      |
| L2    | Anciles-Llanos del Hospital                  | 90-60 minutos                                    | Urbano. Operado por Avanza      |
| 124   | Huesca-Benasque                              | 1 o 2 al día por sentido (depende época del año) | Interurbano. Operado por Avanza |

## Economía

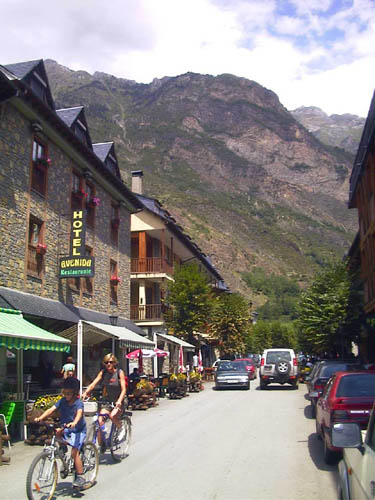
Avenida de los Tilos

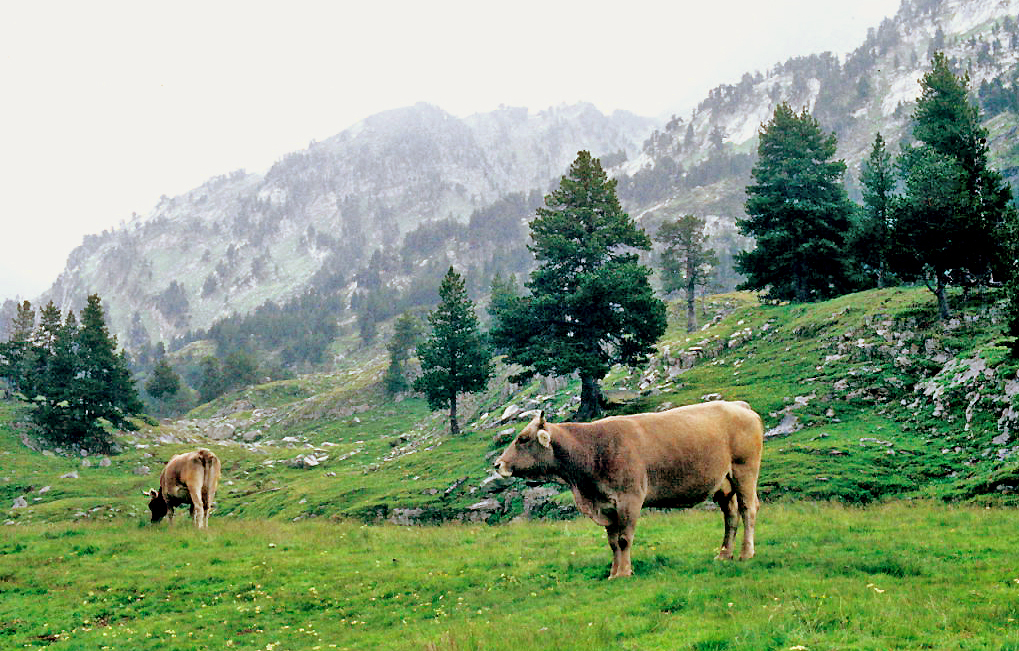
Vacas en Benasque en 1981

Aunque la economía ha girado tradicionalmente en torno a la ganadería y en menor medida la agricultura y silvicultura, en las últimas décadas estas actividades prácticamente han desaparecido, pasando a ser el turismo la actividad central.
En el primer tercio del siglo XX se explotaba una mina de piritas más arriba de Cerler. Su producto se bajaba en un teleférico de más de 3 km de longitud, cuyos restos todavía hoy se pueden apreciar unos 500 metros antes de la entrada de Benasque.
La creación y expansión de la estación de esquí de Cerler, así como el creciente turismo de montaña han dado impulso a la construcción de numerosos hoteles, edificios de apartamentos, restaurantes, comercios y demás establecimientos relacionados.
Desde finales del siglo XX, diversas propuestas se han barajado para construir un túnel entre Benasque y Luchón, en el lado francés de los Pirineos, puesto que, de momento, Ribagorza es la única comarca pirenaica sin un túnel que proporcione acceso directo a Francia. A pesar de que la población local, a un lado y otro de las montañas, es muy favorable a su construcción, los gobiernos estatales francés y español han mostrado desinterés en su construcción, delegando la responsabilidad enteramente sobre el gobierno de Aragón.

## Administración y política
| Período   | Alcalde                   | Partido           |  |
| --------- | ------------------------- | ----------------- |  |
| 1979-1983 | José Marión Osanz         | Ind.              |  |
| 1983-1987 | José Marión Osanz         | Coalición Popular |  |
| 1987-1991 | José Marión Osanz         | Alianza Popular   |  |
| 1991-1995 | José Marión Osanz         | PP                |  |
| 1995-1999 | José Marión Osanz         | PP                |  |
| 1999-2003 | José Marión Osanz         | PP                |  |
| 2003-2007 |                           |                   |  |
| 2007-2011 | José Ignacio Abadías Mora | PAR               |  |
| 2011-2015 | María Luz Gabás Ariño     | PP                |  |
| 2015-2019 | José Ignacio Abadías Mora | PAR               |  |
| 2019-2023 | José Ignacio Abadías Mora | PAR               |  |
| 2023-     | Manuel Mora Bernat        | PP                |  |

| Partido político    | Partido político                                   | 2003   | 2007   | 2011   | 2015   |
| Partido político    | Partido político                                   | Ediles | Ediles | Ediles | Ediles |
|                     | Partido Aragonés (PAR)                             | 4      | 6      | 4      | 5      |
|                     | Partido Popular de Aragón (PP)                     | 3      | 1      | 4      | 3      |
|                     | Partido de los Socialistas de Aragón (PSOE-Aragón) | 2      | 3      | 2      | 2      |
|                     | Cambiar Benasque                                   | —      | —      | —      | 1      |
|                     | Ciudadanos (CS)                                    | —      | —      | —      | 0      |
|                     | Chunta Aragonesista (CHA)                          | 0      | 0      | —      | 0      |
|                     | Izquierda Unida (IU)                               | —      | 1      | 1      | —      |
|                     | Coalición de Centro Democrático (CCD)              | —      | —      | 0      | —      |
|                     | Anciles Benasque Cerler (ABENCER)                  | 0      | —      | —      | —      |
| Total de concejales | Total de concejales                                | 9      | 11     | 11     | 11     |

## Patrimonio

### Edificios

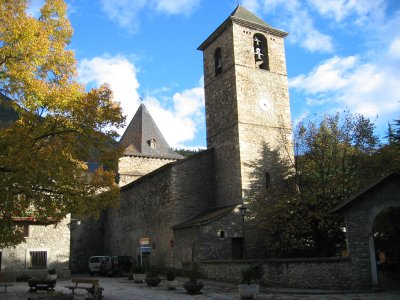
Iglesia de Santa María

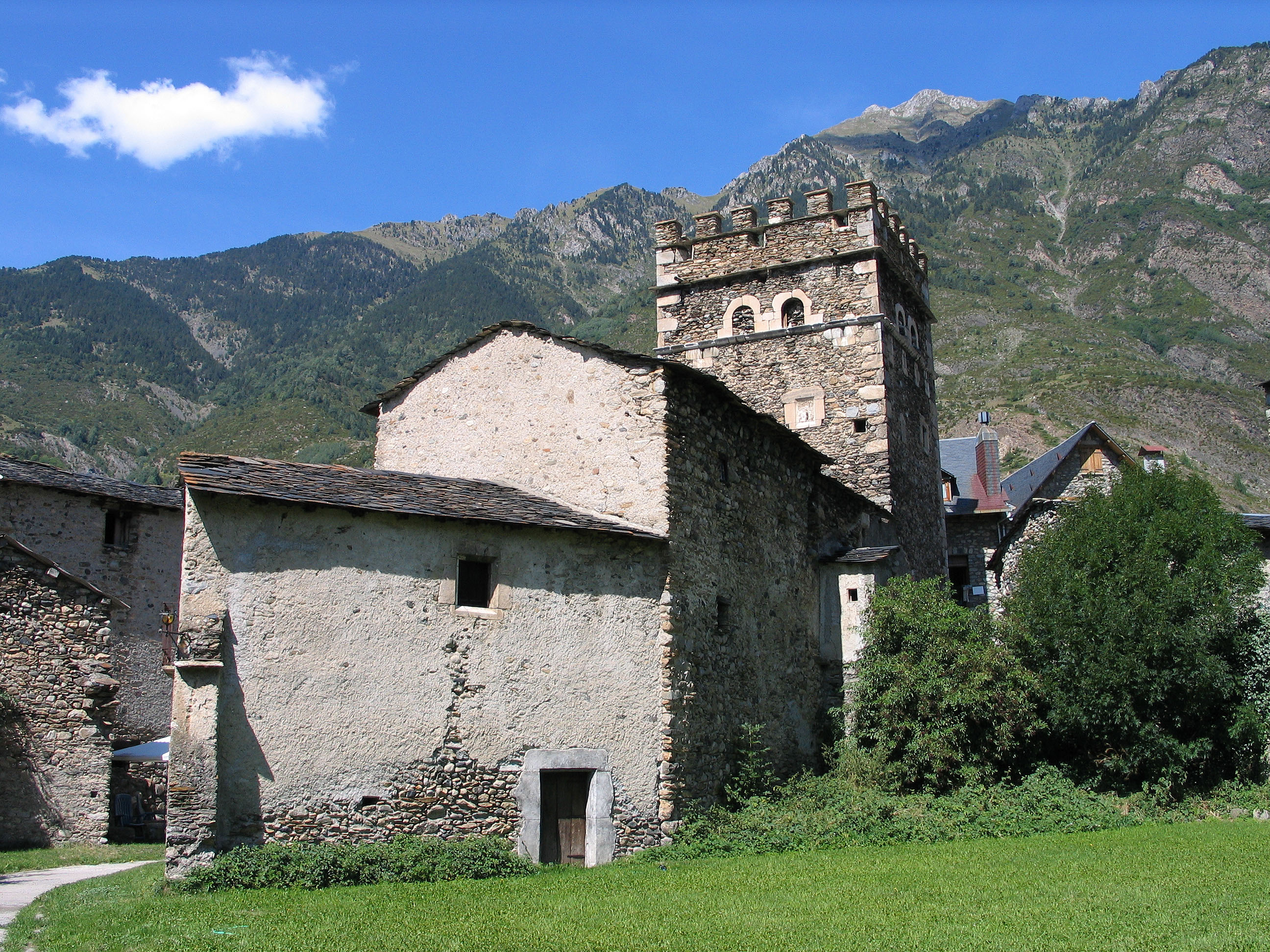
Torre de los Infanzones

Dentro del núcleo urbano de Benasque podemos encontrar numerosos edificios, plazas y rincones que conservan un encantador ambiente de montaña, además de algunas construcciones singulares de interés, entre las que se encuentran:
- La iglesia de Santa María la Mayor de origen románico, del siglo XIII con modificaciones en el XVII.[15]
- Palacio de los Condes de Ribagorza: edificio de estilo renacentista construido en piedra y con elegantes ventanales. El palacio fue propiedad de los Condes de Ribagorza, después sede de la aduana en el siglo XVII y hasta fue usado con fines militares durante la Guerra Civil por el bando republicano. Actualmente es la sede del centro cultural Palacio de los Condes de Ribagorza.
- Casa Juste con su impresionante torreón
- Casa Faure
- Puente medieval

### Montañas y glaciares
En el municipio de Benasque se encuentran numerosos picos que superan los 3000 metros sobre el nivel del mar, agrupados en tres macizos principales:
- Macizo de la Maladeta. Picos Aneto (3404 m s. n. m.), Maladeta, Maldito, Margalida, Tempestades, Russell, y Alba.
- Macizo de Posets. Picos Posets (3375 m s. n. m.), Espadas y Eriste.
- Macizo de Perdiguero. Picos Perdiguero (3222 m s. n. m.), Royo, Literola y Gourgs Blancs.

Aunque los glaciares de los Pirineos se encuentran en franca recesión, debido al cambio climático, todavía se conserva en el valle de Benasque los mayores glaciares pirenaicos, destacando el glaciar del Aneto (con unas 75 ha) y el Glaciar de la Maladeta.
También existen numerosos ibones, como el de Cregüeña, Batisielles, Perramó, LLosás y otros de menor tamaño.

### Parajes naturales

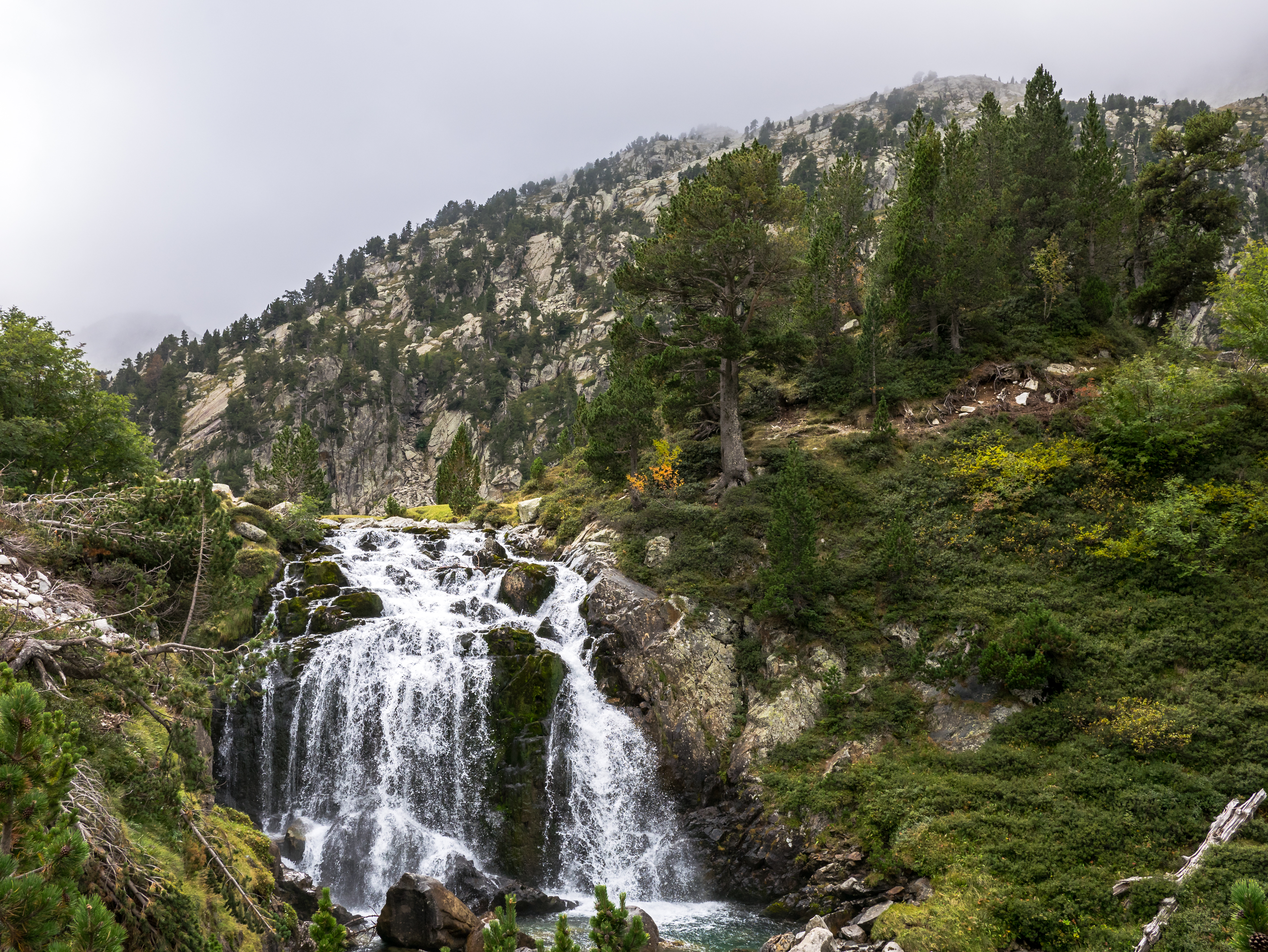
Forau de Aigualluts - Cascada

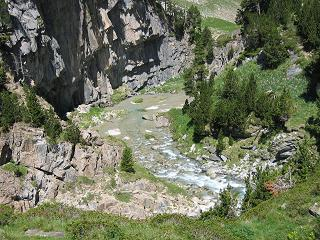
Forau de Aigualluts - Pozo

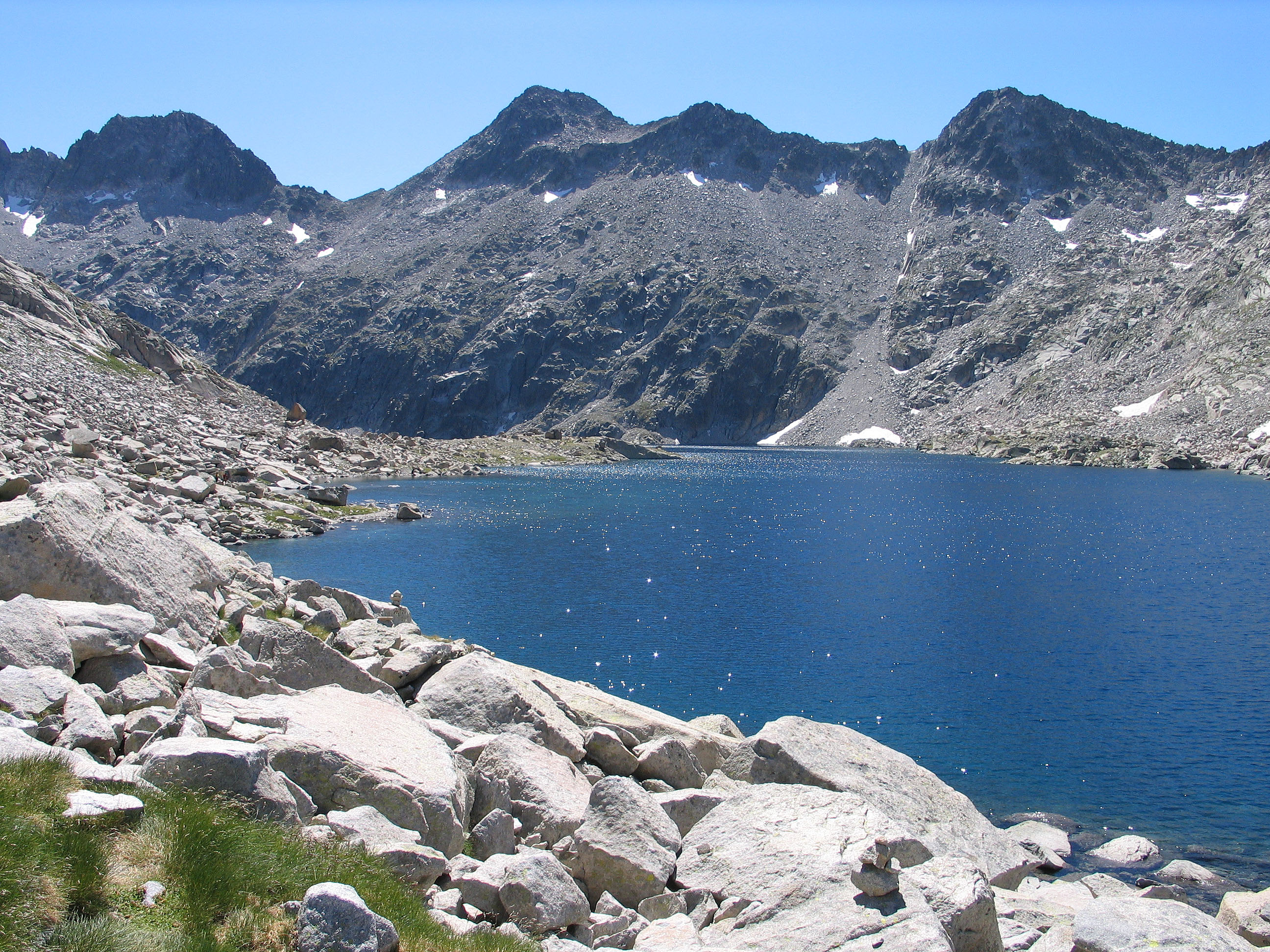
Ibón de Cregüeña

- Forau de Aigualluts: fenómeno kárstico en el que las aguas procedentes del glaciar del Aneto se filtran en el fondo de un gran pozo, apareciendo en las llamadas Güells de Joeu, en el Valle de Arán, que aportarán una parte sustancial de su caudal al río Garona.
- Ibones de Batisielles
- Ibón de Gorgutes
- Llanos del Hospital, en patués Plan de l'Espital
- Vía ferrata de Sacs

### Otros lugares para adentrarse en las montañas
- Escuela Española de Alta Montaña
- Hospital de Benasque
- Refugio de la Renclusa desde el que salen las rutas hacia el pico Aneto y otras excursiones a picos e ibones
- Refugio de Estós, en el valle de Estós, desde el que sale la ruta para Posets
- Refugio de Ángel Orús (Eriste)

## Cultura

### Lingüística
Filológicamente es conocido por ser el lugar de encuentro del aragonés, del catalán y del gascón y hablarse un habla de transición llamado benasqués o patués.

### Festividades
Las fiestas patronales de Benasque se celebran el 30 de junio en honor de San Marcial. Cerler las celebra el 10 de agosto en honor a (San Lorenzo) y el 29 de abril (San Pedro Mártir), mientras que Anciles las celebra el 29 de junio en honor a (San Pedro).
Para las fiestas de San Marcial se celebran numerosos eventos, de los cuales merece la pena destacar el "Ball dels Omes" y el "Ball de les Dones". El día 30 de junio se realiza el "Ball dels omes", un baile regional en el que participan los hombres del pueblo. El baile se puede dividir en tres partes: 
- La primera parte comienza al finalizar la misa en honor al santo, con el repique de las campanas bandeadas a mano que señala la salida en procesión de la imagen del Santo. La imagen del santo, se porta a hombros de sus cofrades y, justo delante, se colocan los danzantes. Marchan por algunas calles del casco antiguo del pueblo, haciendo sonar sus castañuelas de boj decoradas con largas cintas de vistosos colores. Las tocan con los brazos en alto, avanzando de espaldas, con la mirada puesta en el patrón. La música que acompaña la procesión es el llamado Himno de Riego, música que aparentemente ya se utilizaba para el baile en Benasque desde la antigüedad, y que el coronel Rafael del Riego podría haber escuchado al estar preso en Jaca.

La procesión termina colocando el santo debajo del tilo que preside la plaza del Ayuntamiento.
- El Ball del Omes da comienzo con los 4 mayordomos, que son los encargados de organizar la fiesta, bailando delante del santo de manera individual. Después de estos, bailan delante del santo el resto de hombres, ordenados generalmente por edad. Mientras tanto, los mayordomos inician una fila de uno, colocándose por parejas enfrentadas (uno avanza de espaldas y otro de frente), y conformando un corro que da 3 vueltas a la plaza.

Los mayordomos llevan una rosa en la boca que entregan durante el baile a los elegidos para organizar la fiesta del año siguiente. Los elegidos, que deben ser solteros, aceptan el designio colocándose la rosa en la boca, y pasando a bailar con el mayordomo que les ha elegido.
- Al finalizar las 3 vueltas, cambia la música y comienzan "les marradetes", la segunda parte del baile tradicional al ritmo de otro son popular con forma de vals. La fila realiza un recorrido en forma de zig-zag o "marradetas", siguiendo unas losas de piedra que hay en el suelo de la plaza. Posteriormente, se vuelve a realizar un corro que se va cerrando sobre sí mismo, acelerando la música y los pasos de baile conforme se cierra, y finalizando cuando los mayordomos se encuentran ya muy cerca del santo, con el término de la música y levantando al mayordomo principal a hombros de los bailadores.

Al día siguiente, 1 de julio, se realiza el "Ball de les Dones". Este baile es esencialmente igual que el del día anterior, pero con la diferencia de que no se realiza la procesión, y que participan parejas mixtas de hombres y mujeres.

### Ciencia
Desde 1994 viene funcionando en verano el Centro de Ciencias de Benasque Pedro Pascual para reuniones internacionales.

### Deportes
Desde 1981 se celebra todos los veranos el Torneo "Open Internacional de Ajedrez Villa de Benasque", que tiene reconocimiento dentro del circuito Elo, FIDE y FEDA.
En las ediciones del 2003 y 2018 se celebraron pruebas del Mundial de Trial en la población.

#### Gran Trail Aneto-Posets
Celebrado en el mes de julio, consiste en una serie de carreras de alta montaña, situadas en el entorno de los macizos de la Maladeta y del Posets.
- Gran Trail Aneto-Posets, discurre por las pistas que rodean las dos cumbres de mayor altura de los Pirineos: el Aneto y el Posets. Desde la villa de Benasque, el Gran Trail comienza con la vuelta al Aneto, en dirección al refugio de La Renclusa, para remontar el valle de Barrancs, ascender al collado de Salenques y desde la Collada dels Estanyets bajar al refugio Cap de Llauset, para continuar por el collado de Ballibierna hasta el refugio de Coronas, girando al sur para ascender por el valle de Estibafreda y la Sierra Negra para retornar a Benasque donde se inicia la subida a Cerler bajando después a Anciles y Eriste para iniciar la vuelta al macizo del Posets. En este tramo se superará la cota más alta de la prueba, el collado de la Forqueta, a 2900 m. Desde este punto se desciende al refugio de Biadós y, siguiendo el GR 11, se alcanza el refugio de Estós, completando el recorrido con el retorno a Benasque. El trazado supone una distancia total de 105 km y 6760 metros de desnivel positivo.
- Vuelta al Aneto, discurre por el terreno que rodea el macizo de la Maladeta, coronado por la cumbre del Aneto. Inicia en Benasque, desde donde se dirige hacia el refugio de La Renclusa para pasar después por el Forau d’Aigualluts, discurriendo después por el valle de Barrancs y pasando por collados como el de Salenques y por los refugios de Cap de Llauset y Coronas, la Tuca d’Estiba Freda y la Sierra Negra para volver a Benasque, habiendo circulado entre varios ibones y otros paisajes de la alta montaña pirenaica. El trazado tiene una distancia total de 55 km y 3600 metros de desnivel positivo.
- Maratón de las Tucas. La Maratón de las Tucas une los refugios de Estós y de Ángel Orús por medio de pistas y senderos que rodean las Tucas de Ixeia. Con inicio en la villa de Benasque, el recorrido asciende por el GR 11 hasta el refugio de Estós, desde el que continúa para visitar los ibones de Batisielles, atravesar el collado de la Plana y alcanzar el siguiente punto de control, situado en el refugio de Ángel Orús. Desde aquí, se desciende por el valle de Eriste, ante la cascada de la Espigantosa, para retornar a Benasque pasando por las localidades de Eriste, Anciles y Cerler. El recorrido tiene una distancia total de 42 km, con 2500 m de desnivel positivo
- Vuelta a Cerler. La Vuelta a Cerler discurre por pistas y senderos que unen Benasque con otras localidades y lugares próximos, tomando como referencia la población de Cerler y su estación de esquí. Desde su inicio en la villa de Benasque, la carrera pone rumbo a la urbanización de Linsoles por la ribera del río Ésera llegando después a Anciles, para tomar desde aquí el sendero señalizado PR-HU 33 que asciende hasta la localidad de Cerler. Desde aquí se dirige a las cascadas de Ardonés, a la cabaña del mismo nombre y se acerca a la Sierra Negra con el ascenso al Picalbo. Tras un descenso por bosque se alcanza de nuevo la población de Cerler y una vez alcanzada la base de la estación en El Molino, comienza un descenso por los PR-HU 27 y 28, cruzando la línea de meta de nuevo en Benasque. La distancia del recorrido es de 27,6 km y 1340 m de desnivel.
- Vuelta al Molino de Cerler. La Vuelta al Molino de Cerler discurre por pistas y senderos que unen la villa de Benasque con las localidades de Anciles y Cerler. Desde su inicio en la villa de Benasque, la carrera pone rumbo a la urbanización de Linsoles por la ribera del río Ésera, llegando después a la localidad de Anciles, para tomar desde allí el PR-HU 33 que asciende hasta la localidad de Cerler. Una vez alcanzada la base de la estación de esquí en El Molino, comienza un descenso por los PR-HU 27 y 28, cruzando la línea de meta de nuevo en Benasque. La distancia del recorrido es de 9,6 km y 435 m de desnivel.
- Kilómetro vertical. El KV Aneto-Posets recorre el ascenso al Pico Salvaguardia desde Llanos del Hospital, un trazado de 5,4km y cerca de 1000 m de desnivel.

### Gastronomía

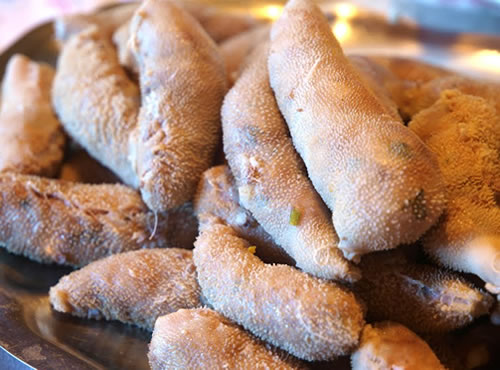
Chiretas

La gastronomía en el Pirineo Aragonés es muy variada mezclando lo tradicional con lo actual. Tanto la cocina innovadora como la de antaño no deja indiferente a quien prueba alguno de los platos. Pero para todos aquellos que se acercan buscando lo tradicional, no dejar de probar platos como las migas con uva o huevo, las sopas de ajo o de pan o los boliches. De segundo una buena carne a la brasa, chiretas o algún guiso de caza. Y si aún queda hueco para más, las rosquillas o crespillos de postre acompañadas de un quemadillo para entrar en calor ya que como dice el refrán “El Aragonés fino después de comer tiene frío”.